# 爆裂都市 BURST CITY
『爆裂都市 BURST CITY』（ばくれつとし バースト・シティ）は、1982年に公開された日本のSFアクション映画。石井聰亙（石井岳龍）監督の8作目の作品。製作・配給は東映セントラルフィルム。
動画フォーマットはカラー、画面アスペクト比1:1.85（アメリカンビスタ）。音声フォーマットはモノラル、映倫番号:110719/110719-T（予告編）。
1980年に発表した自主制作映画『狂い咲きサンダーロード』でさまざまな賞を受賞し、各方面から脚光を浴びていた石井監督による、荒廃した近未来を舞台とした作品。過激なパフォーマンスを繰り広げるロックバンドに熱狂する若者たちと、それを取り締まろうとする武装警察の衝突および、原子力発電所を建設するために強制労働や立ち退きを迫る暴力団に対して不満が爆発したスラムの住民たちの暴動を同時に描く。
陣内孝則、大江慎也、町田町蔵（のちの町田康）、泉谷しげるなどのミュージシャンがメインキャストに起用された。この映画が初主演となった陣内はその後俳優としての活動を本格化させる。

## ストーリー
工場と高架道路に囲まれた「湾岸特別指定地区304」。その一角は下層の人々が占拠し、スラムや繁華街を形成していた。そこにあるライブハウス「20000V（にまんボルト）」では、毎週土曜日夜、ラジオDJの「騒ごうぜ」との呼びかけを合図に、地元で人気のロックバンド・「バトル・ロッカーズ」と、対立する「マッド・スターリン」が舞台を奪い合いながらのギグを展開し、喧嘩で応戦するファン同士と、禁止音楽を取り締まる武装警察「バトルポリス」による三つどもえの熾烈な抗争が夜な夜な展開されていた。ギグを終えると若者たちはライブハウスを出て、自動車やバイクによるドラッグレースに興じるのだった。
そんな騒乱を尻目に、チンピラの黒沼は、お忍びでやってきた地元政治家に自身の情婦である少女・ブルーを充てがった。黒沼の元締めである暴力団「菊川ファミリー」の若頭・霧島の指示だった。霧島は地元政界による、304地区での原子力発電所建設計画の利権に食い込もうとしていた。黒沼による接待が功を奏し、原発建設の仕事は菊川ファミリーが請け負うことに決まった。霧島はスラムの人々を建設作業員に雇うことを決める。
ある日、304地区に、口の利けない兄弟がサイドカーに乗って現れる。ドラッグレースの場に迷い込んだ兄弟はバトル・ロッカーズのメンバー・風戸の自動車を抜き去り、若者たちを驚かせる。スラムのリーダー格である坂田は兄弟をかくまい、怪力を持つ兄を原発の建設現場へ連れて行った。霧島の顔を見た兄は興奮し、うなり声を上げ始める。霧島は、かつて兄弟の両親を虐殺した地上げ集団のひとりで、兄弟はかたき討ちのために霧島を探していたのだった。
バトルポリスの取り締まりがきつくなり、20000Vは営業停止に追い込まれる。マッド・スターリンは荷台に演奏機材を積んだトラックを仕立て、路上ライブを開始する。バトル・ロッカーズも負けじと同様のトラックを横付けし、演奏をぶつけ合う。そこへバトルポリスが現れ、マッド・スターリンたちへ強力な放電銃を打ち込む。マッド・スターリンのメンバーが閃光とともに爆散したのを見たバトル・ロッカーズは、それでもひるまずに演奏を続ける。
その頃、作業時間を終えたスラムの住民たちは、飯場に偽装された牢に閉じ込められる。その間、スラムは重機によって破壊されつつあった。霧島による、建設用地となったスラムを一掃するための計略だった。怒りが爆発した兄は、怪力で牢を破った。それをきっかけに、作業員たちが菊川ファミリーの構成員へ一斉に襲いかかった。逃げ惑う霧島たち構成員は、追い詰められたすえ、若者たちとバトルポリスの抗争現場へ入り込んでしまう。ロックファン、バトルポリス、スラムの人々、菊川ファミリーが入り混じっての大乱闘となる中、兄弟は霧島を見つけ出し、討ち果たす。兄弟の心には、また別の仇敵の顔が浮かんでいた。兄弟はその男を探し出すため、すぐさまサイドカーに乗り、304地区を去った。やがて若者たちも多くの犠牲を払いながらバトルポリスに勝利し、バトル・ロッカーズのフロントマン、佐々木は不敵な笑みを浮かべて拳を上げ、「なめんなよ」と叫んだ。

## キャスト
- バトル・ロッカーズ
  - コマンド佐々木 - 陣内孝則（ザ・ロッカーズ）
  - フライング風戸 - 大江慎也（ザ・ルースターズ）
  - パンク死土 - 伊勢田勇人
  - ミラクル賀仁悪 - 鶴川仁美（ザ・ロッカーズ）
  - 鋼鉄男 - 池畑潤二（ザ・ルースターズ）
- キチガイ兄 - 戸井十月
- キチガイ弟 - 町田町蔵（イヌ）
- 黒沼 - 泉谷しげる
- マッド・スターリン - スターリン（遠藤ミチロウ、タム、杉山晋太郎、乾純）
- スピード・キラーズ（流れ者レーサー） - コント赤信号（渡辺正行、石井章雄、小宮孝泰）
- 菊川 - 上田馬之助
- 坂田 - 麿赤児
- 紳士（ロリコン政治家） - 平口広美
- ブルー - 大林真由美
- 霧島 - 吉沢健
- 役名なし（スラムの住人・機械の腕の男） - 篠原勝之
- 役名なし（スラムの住人・眼帯の男） - 小水一男
- 役名なし（スラムの住人・ドレッドの男） - 江藤潤（現・江藤漢斉）
- 役名なし（バトルポリス） - 田村三郎
- 役名なし（菊川の部下） - 河田光史
- 役名なし（スラムの住人・兵隊服の男） - ギリヤーク尼ヶ崎
- 役名なし（自動車整備工） - 飯島大介
- 役名なし（テレビコメンテーター） - 南伸坊
- 役名なし（工場長） - 諏訪太郎
- 役名なし（菊川の部下） - 森清寿
- 役名なし（スピード・キラーズの女） - 室井滋
- 役名なし（DJ） - ダンシング義隆（誰がカバやねんロックンロールショー）※声の出演
- 役名なし（スラムの住人・痙攣する男） - 山崎春美
- 役名なし（ライブハウスの客） - 手塚眞
- 役名なし（スラムの住人・酸素ボンベの男） - 飯田譲治[3]
- 役名なし（カミソリを持って歌う女） - 関根恵子 ※クレジットなし

## スタッフ
- 監督 - 石井聰亙
- 企画 - 戸井十月、泉谷しげる、石井聰亙
- 製作 - 秋田光彦、小林紘（上板東映）
- プロデューサー - 秋田光彦
- プロデューサー補佐 - 久里耕介
- 脚本 - 石井聰亙、秋田光彦
- 撮影 - 笠松則通
- 照明 - 手塚義治
- 録音 - 林成光
- 美術監督 - 泉谷しげる
- 音楽プロデューサー - 柏木省三
- 助監督 - 緒方明
- アシスタント・プロデューサー - 大塚恭司
- 製作主任 - 武井法政
- 美術 - 尾上克郎、阪本順治
- 美術制作 - 井上弘道、大島孝雄、林田裕至、三井昭典
- メカニック・クリエーター - 古沢敏文
- メイク・アップ&ヘアー・アーチスト - 大平尊文
- 擬闘 - 大野剣友会
- カースタント - 高橋レーシング
- フリークス・デザイン - 手塚眞
- 監督助手 - 西沢弘巳、池田勇二、松岡錠司、太田達也
- 編集 - 石井聰亙、山川直人、阪本順治
- 特殊視覚効果 - 甲谷勝
- 音楽 - 1984
- 現像 - 東映化学[3]

## 製作

### 企画・脚本
当初は、泉谷しげるのSFアクションのイラスト「Eストリートのならずもの」の映画化、続いて、作家・戸井十月の暴走族もの『シャコタン・ブギ 暴走族女リーダーの青春』の映画化を石井監督が構想したが、廃案となった。その後、『爆裂都市 BURST CITY』というタイトルを戸井が考案し、戸井の企画・原作作品とされ（なお戸井はメインキャストで出演もしている）脚本まで戸井が執筆したが、監督の石井が納得せず、秋田光彦と共に脚本を全面的に書き直した。また、戸井による同名小説『爆裂都市』（徳間書房）が公開前の1982年1月に刊行されたが、石井は公的に原作と認めず、同書を読みもしなかった。
1998年刊行の『ぴあシネマクラブ』では「カスタム・カーによるデス・レースが血をざわめかせる近未来のある町を舞台に、原発建設の強制労働を強いられた町の下層民たちが結託、やがて暴動へと発展していく様を描いた…」などと本作を紹介しており、デス・レース部分は時折映像で挟まれる程度であるが、『デス・レース2000年』の影響が、東映のサイトでも『マッドマックス2』の影響が記述されている。

### 製作発表
1981年10月19日、製作発表。ニュータイプのアクションドラマと説明があり、石井監督は「これは暴動ではない。映画の暴動だ」などと話した。製作は石井監督率いるダイナマイト・プロダクション、製作費6000万円は東映セントラルフィルムが全額出資、（1981年）10月下旬クランクイン、千葉、川崎など関東周辺でオールロケ、東映東京撮影所で一部セット、16mmで撮影し、劇場用35mmにブロー・アップ、完成は来年（1982年）1月末で、1982年3月、東映セントラルフィルム配給により、TCC系で全国ロードショー等、と発表があった。

### 撮影
大半のシーンとなるスラム街の撮影は、当時埼玉県川口市にあった廃化学工場に塗装と装飾を施してオープンセットに仕立てて行われた。機械は錆付き、今にも崩れそうで、今日ではこのような危険な場所での撮影は不可能かもしれない。だだっ広い工場は既に使用されていなかったが、未だに漂よう廃液の臭いが残る。出演の他、企画にも参加する泉谷しげるが連日ロケに付き添い、細かい指示を送る。石井監督の睡眠時間は連日3時間とハードな撮影。撮影現場を他地域の不良の集会と勘違いした地元の不良が押しかけ、トラブルになったという。
荒々しい雰囲気を演出するため、『仁義なき戦い 広島死闘篇』で北大路欣也が自殺するラストのざらつき感を狙い、一部のシーンで、解像度の低い8ミリメートルフィルムを用いている。
作中の「マッド・スターリン」は聴衆に小便をかけたり、豚の臓物や首を投げつけるが、ザ・スターリンは実際のライブにおいても同様のパフォーマンスを行うことで有名だった。なお、ザ・スターリンの遠藤ミチロウによると、作中で用いられた豚は撮影後に泉谷しげるが調理し、キャストやスタッフで食べたという。
ラストの暴動シーンにはのべ3日、エキストラ300人を費やした。

### 宣伝
映画公開前の2月、原案者のひとり・戸井十月によるノベライズ作品『爆裂都市』（徳間書店Tokuma novels）が出版された。

## 興行
1981年晩秋発売の『シティロード』には「東映セントラルフィルムの配給で、『ヘリウッド』との二本立て。公開は1982年3月下旬」と書かれているが、TCC系で一本立て興行が行われたものと見られる。

### エピソード
映画公開当時、ザ・スターリンが起用されたことに関して、パンク・ロックバンドのアナーキーのボーカル仲野茂が「なぜ自分たちを起用しなかったのか」と不服を表明し、映画の打ち上げに殴りこみをかけるなどの騒ぎを起こした。のちに泉谷しげるの仲裁により、両バンドは和解している。

## 音楽

### 主題歌・挿入歌
表記はエンドクレジットママ。★は後述のオリジナル・サウンドトラック収録曲。
バトル・ロッカーズ
- セル・ナンバー8★
- ワイルド・スーパーマーケット★
- シスター・ダークネス★
- バチラス・ボンブ★
- フラストレーション★
- ボロボロ★
- セル・ナンバー8 リプリーズ★

ザ・ロッカーズ
- シャープ・シューズでケリ上げろ!★
- プアボーイ★
- マイト・ガイ★

ザ・ルースターズ
- レッツ・ロック
- ゲット・エヴリシング
- オール・ナイト・ロング

オール・キャスト
- 裕福の飢餓

サン・ハウス
- カラカラ

陣内孝則
- 視界ゼロの女（マチ）★

スターリン
- 飯喰わせろ
- 冷蔵庫
- 解剖室
- 豚に真珠
- GASS
- ハエ
- バード
- 革命的日常

### サウンドトラック
『爆裂都市 (BURST CITY) オリジナルサウンドトラック』は、1982年3月5日にキャニオン・レコード（ポニーキャニオンの前身）のレーベル「SEE-SAW」よりリリースされた。
劇中で使用されたトラックのうち、ザ・ルースターズ、サンハウス、ザ・スターリン、泉谷しげる（全キャストの演奏・歌唱によるカバー「裕福の飢餓」）の楽曲を除くオリジナルトラックが収録されている。

#### リリース履歴
| No. | 日付           | レーベル         | 規格  | 規格品番   | 最高順位 | 備考                                   |
| --- | -------------- | ---------------- | ----- | ---------- | -------- | -------------------------------------- |
| 1   | 1982年3月5日   | SEE-SAW          | LP    | C28A0207   | -        |                                        |
| 2   | 1988年12月7日  | SEE-SAW          | CD    | D25P6295   | -        |                                        |
| 3   | 1994年5月20日  | ポニーキャニオン | CD    | PCCA-00584 | -        | CD選書「Q盤」としてリリース            |
| 4   | 2002年11月20日 | SEE-SAW          | CD    | PCCA-01812 | -        | 紙ジャケット仕様、デジタルリマスター盤 |
| 5   | 2018年8月17日  | ポニーキャニオン | UHQCD | PCCA-50303 | -        | UHQCD                                  |

#### 収録曲
| #         | タイトル                                           | 作詞      | 作曲      | 編曲             | 時間  |
| --------- | -------------------------------------------------- | --------- | --------- | ---------------- | ----- |
| 1.        | 「ソルジャー」(1984)                               |           | 池畑潤二  | 1984             | 3:19  |
| 2.        | 「セル ナンバー 8（第8病棟）」(バトルロッカーズ)   | 陣内孝則  | 大江慎也  | バトルロッカーズ | 3:53  |
| 3.        | 「ワイルド・スーパーマーケット」(バトルロッカーズ) | 大江慎也  | 大江慎也  | バトルロッカーズ | 3:02  |
| 4.        | 「シャープシューズでケリ上げろ!」(ザ・ロッカーズ)  | 陣内孝則  | 谷信雄    | ザ・ロッカーズ   | 1:29  |
| 5.        | 「プア ボーイ」(ザ・ロッカーズ)                    | 陣内孝則  | 陣内孝則  | ザ・ロッカーズ   | 3:23  |
| 6.        | 「ソロー」(1984)                                   |           | 井上富雄  | 1984             | 1:38  |
| 7.        | 「シスターダークネス」(バトルロッカーズ)           | 大江慎也  | 大江慎也  | バトルロッカーズ | 2:59  |
| 合計時間: | 合計時間:                                          | 合計時間: | 合計時間: | 合計時間:        | 19:43 |

| #         | タイトル                                                    | 作詞       | 作曲      | 編曲             | 時間  |
| --------- | ----------------------------------------------------------- | ---------- | --------- | ---------------- | ----- |
| 8.        | 「視界ゼロの女」(陣内孝則)                                  | 泉谷しげる | 陣内孝則  | ザ・ロッカーズ   | 3:19  |
| 9.        | 「キックス」(1984)                                          |            | 花田裕之  | 1984             | 2:37  |
| 10.       | 「マイト ガイ」(ザ・ロッカーズ)                             | 陣内孝則   | 谷信雄    | ザ・ロッカーズ   | 2:06  |
| 11.       | 「バチラス ボンブ（細菌爆弾）」(バトルロッカーズ)           | 大江慎也   | 大江慎也  | ザ・ロッカーズ   | 2:21  |
| 12.       | 「フラストレーション」(バトルロッカーズ)                    | 陣内孝則   | 陣内孝則  | バトルロッカーズ | 1:56  |
| 13.       | 「ボロボロ」(バトルロッカーズ)                              | 陣内孝則   | 谷信雄    | バトルロッカーズ | 1:44  |
| 14.       | 「セル ナンバー 8（第8病棟） リプリーズ」(バトルロッカーズ) | 陣内孝則   | 大江慎也  | バトルロッカーズ | 3:37  |
| 合計時間: | 合計時間:                                                   | 合計時間:  | 合計時間: | 合計時間:        | 17:40 |

#### 参加ミュージシャン
- バトルロッカーズ
  - 陣内孝則（ザ・ロッカーズ） - ボーカル
  - 鶴川仁美 - エレクトリック・ギター
  - 大江慎也（ザ・ルースターズ） - エレクトリック・ギター
  - 伊勢田勇人 - エレクトリックベース
  - 池畑潤二（ザ・ルースターズ） - ドラムス
- ザ・ロッカーズ
- 1984

## 評価
- 鈴木志郎康[10]
  - 「私が映画の内容というときは、やはりその映画の中の人物たちの運命のあり方、つまり筋が物語っているものということになってしまうのだ。その点でこの映画は全く空っぽであった。（略）実際、石井聰亙はそんな内容なんてものには頓着していないのだ。彼は（略）連中の肉体が生み出す雰囲気をただ画面に出したかったのであろう。この映画は多分それが目的の映画なのだ。めまいを感じさせようと、カメラを振りまわし、ガタガタにブレさせたそのスクリーンの表層と、鼓膜を裂くような叫びと音量の音声とが、この映画の内容というものなのであろう。私がスクリーンの奥に内容を求めようとしていたところのことは、この映画でははっきりと拒絶される。意味ではなく、心理でもなく、感覚の生理だけが問題とされているのである。これだけ感覚の生理に限定して画面を作った映画というのは日本映画では確かに新しいものだ」

## ネット配信
東映の公式YouTubeチャンネル「TOEI Xstream theater」の企画「土曜21時は映画を見よう!」第1回無料配信作品として、2021年3月20日21:00（JST）から同年同月27日20:59（JST）まで、期間限定配信が行われた。
上記チャンネルの後身「東映シアターオンライン」でも、2022年12月16日21:00（JST）から同年同月30日20:59（JST）まで、期間限定無料配信が行われた。